# Хатвани, Ференц
Ференц Хатвани (правильнее Хатвань, венг. Hatvany Ferenc; 29 октября 1881, Будапешт — 7 февраля 1958, Лозанна) — венгерский барон, художник и известный в первой половине XX века коллекционер произведений искусства.

## Биография
Еврей по национальности, крупный сахаропромышленник. Родился в семье промышленника и мецената барона Шандора Хатвани. Изучал искусство в Будапеште пд руководством Адольфа Феньеша. Позже окончил парижскую Академию Жюлиана. Провёл несколько лет в Италии, Германии и Испании, с 1899 участвовал во многих коллективных выставках за рубежом (в 1912 году в Берлине и Париже), в Венгрии (1914, 1918).
Увлекался коллекционированием. В его знаменитой коллекции были картины выдающихся мастеров живописи, среди них, полотна Тинторетто, Сезанна, Пьера Огюста Ренуара, Энгра, Делакруа, Мане, Эль Греко, Коро, Констебла, Гюстава Курбе, Пикассо и др. В собрании Ф. Хатвани хранились картина «Происхождение мира», купленная им в 1910 году у галереи Бернхайма-младшего в Париже и привезенная в Будапешт, «Обнаженная» Гюстава Курбе и «Подведение лодки к берегу. Брайтон» Джона Констебла.
В 1944 году Хатвани сумел поместить своё собрание в банковское хранилище в Будапеште, прежде чем покинуть Венгрию. После освобождения страны вернулся в столицу и обнаружил, что хранилище разграблено, некоторые из картин Хатвани удалось позже выкупить. Часть картин (примерно 5 процентов от общего числа), в том числе, скандально известное полотно Курбе «Происхождение мира», при не вполне ясных обстоятельствах барону удалось вернуть в течение второй половины 1940-х годов. Но «Обнаженная» была найдена только в 2000-м году.
В 1947 году он эмигрировал в Париж. В 1955 году «Происхождение мира» была продана на аукционе за 1,5 млн франков (покупателем был психоаналитик Жак Лакан).
Картины из коллекции Хатвани до сих пор находятся музеях Будапешта, Лондона, Москвы и Нижнего Новгорода. В 2008 году, «Обнаженная» и «Происхождение мира» из собрания Хавтани, были показаны вместе впервые за шестьдесят с лишним лет.

## Картины из коллекции Ференца Хатвани

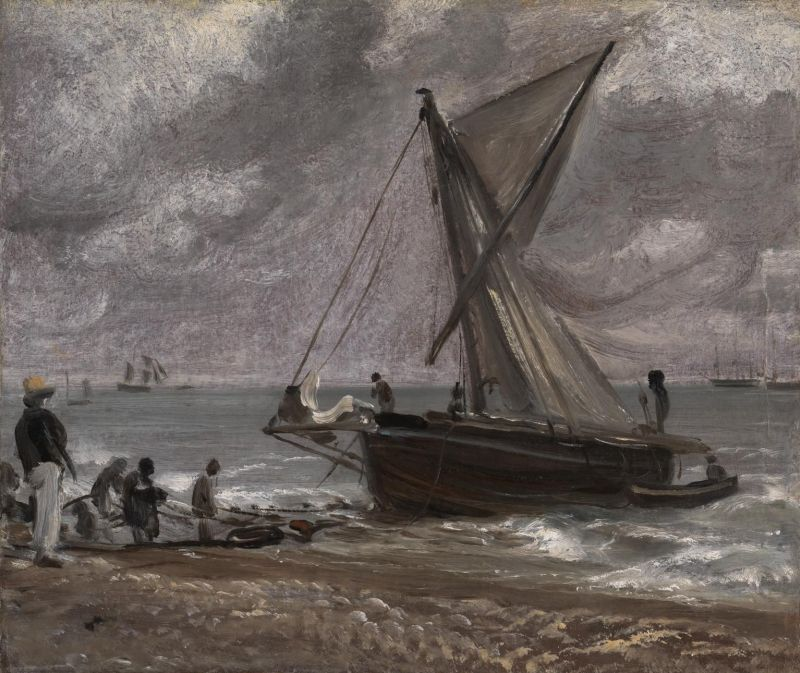
«Подведение лодки к берегу. Брайтон» Джона Констебла. 1824
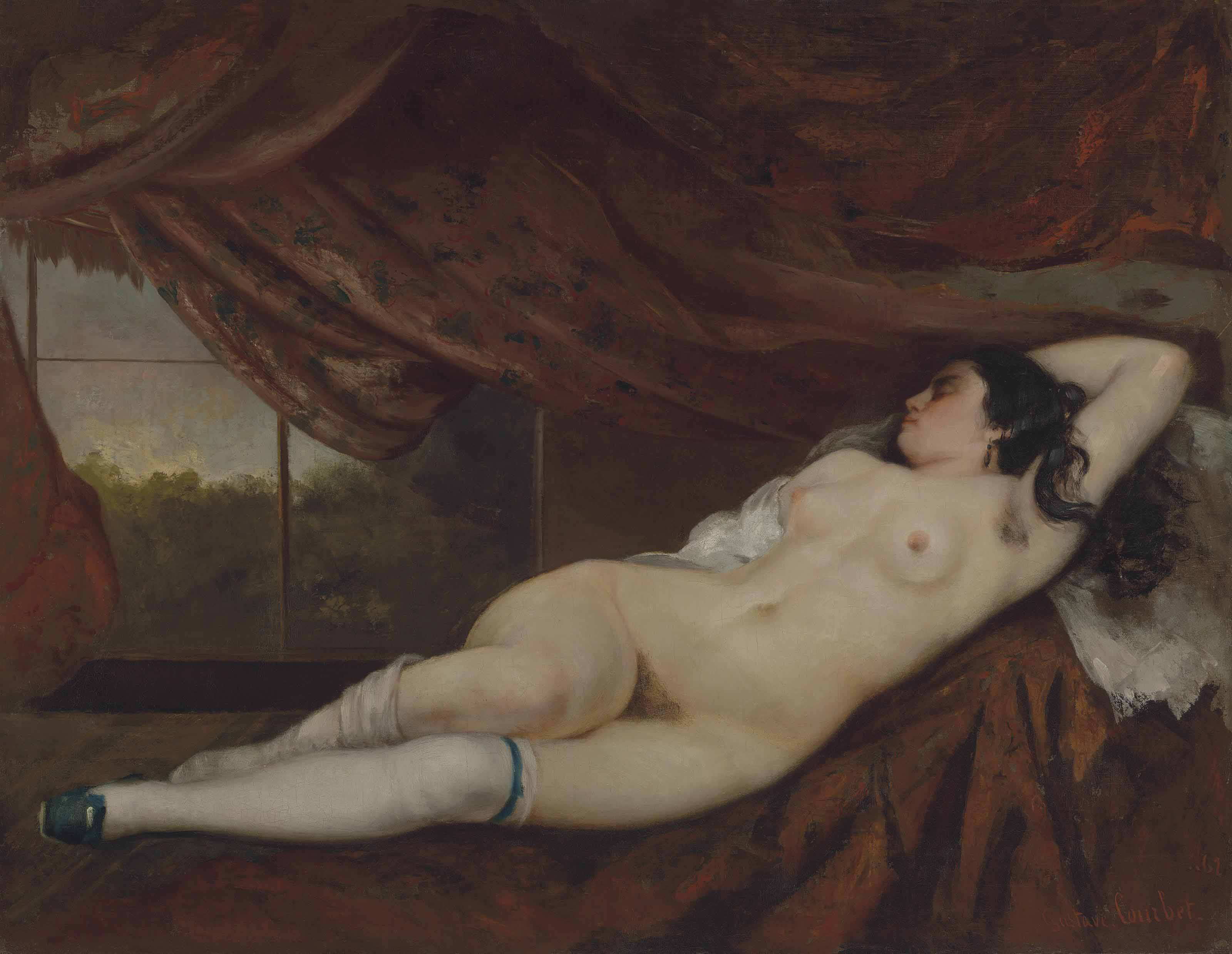
«Обнаженная» Курбе. 1862
«Происхождение мира» Курбе. 1866
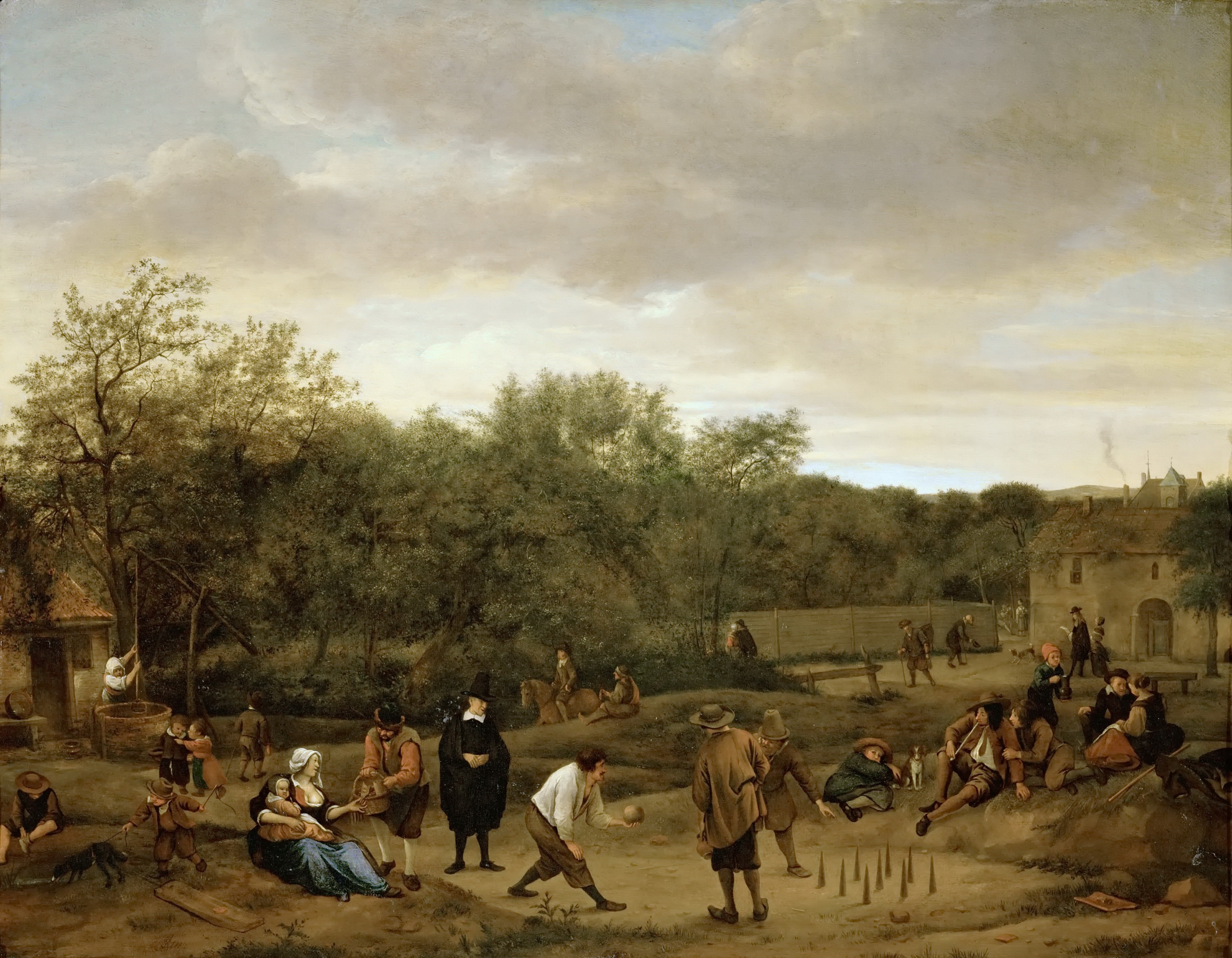
«Игра в мяч» Яна Стена. Около 1655